# 佐奈站
佐奈站（日语：／ Sana eki */?）是位於三重縣多氣郡多氣町，屬於東海旅客鐵道（JR東海）的紀勢本線車站。

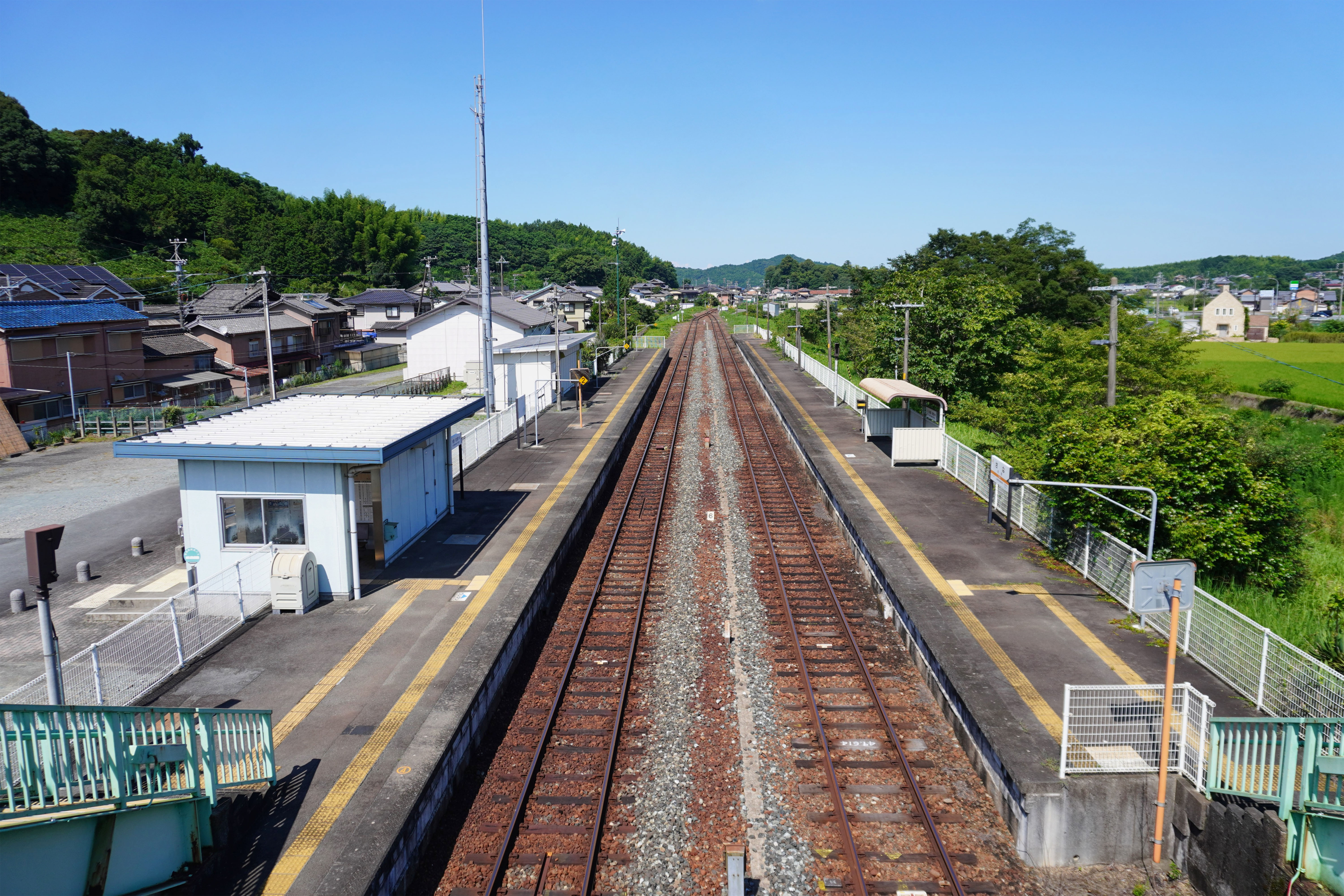
月台全景（2023年7月）

## 歷史
- 1923年（大正12年）3月20日：紀勢東線相可口站（現時為多氣站）至栃原站之間開業，此站啟用。
- 1959年（昭和34年）7月15日：三木里站至新鹿站之間開通，同時路線改名為紀勢本線[1]。
- 1983年（昭和58年）12月21日：成為無人車站[2]。
- 1987年（昭和62年）4月1日：伴隨國鐵分割民營化，車站由東海旅客鐵道（JR東海）營運[1]。
- 2000年（平成12年）2月：木造車站大樓撤走，新建造的候車室竣工。

## 車站構造
本站為設有2面2線相對式月台的地面車站，月台之間透過跨線橋連接。往龜山方向月的台邊設有候車室（未建成候車室前為站房）。而本站是由多氣站管理的無人車站。

### 月台
| 月台 | 路線      | 上下行 | 方向             |
| ---- | --------- | ------ | ---------------- |
| 1    | ■紀勢本線 | 上行   | 松阪、名古屋方向 |
| 2    | ■紀勢本線 | 下行   | 尾鷲、新宮方向   |

## 使用狀況
根據「三重縣統計書」，以下列出近年1日平均乘車人次。
| 年度   | 一日平均 乘車人次 |
| ------ | ----------------- |
| 1998年 | 50                |
| 1999年 | 54                |
| 2000年 | 54                |
| 2001年 | 61                |
| 2002年 | 45                |
| 2003年 | 47                |
| 2004年 | 35                |
| 2005年 | 42                |
| 2006年 | 33                |
| 2007年 | 37                |
| 2008年 | 41                |
| 2009年 | 45                |
| 2010年 | 44                |
| 2011年 | 51                |
| 2012年 | 51                |
| 2013年 | 45                |
| 2014年 | 40                |
| 2015年 | 44                |
| 2016年 | 46                |
| 2017年 | 43                |

## 車站周邊
- 圓光苑
- 伊勢自動車道勢和多氣交流道
- 和歌山別街道
- 五桂池故鄉村（日语：五桂池ふるさと村）
- 佐那神社（日语：佐那神社）

## 巴士路線
三重交通佐奈巴士站
- 54系統 松阪站前（經射和由）
- 54系統 三瀨谷（經射和）

## 相鄰車站
東海旅客鐵道（JR東海）
紀勢本線
相可－佐奈－栃原

## 注腳